# Liste der Träger des Verdienstordens des Landes Rheinland-Pfalz/1989
Im Jahr 1989 wurden folgende Personen mit dem Verdienstorden des Landes Rheinland-Pfalz geehrt:
| Ordensträger              | Lebensdaten | Wohnort               | Wirken                                                                       |
| ------------------------- | ----------- | --------------------- | ---------------------------------------------------------------------------- |
| Horst Albach              |             | Bonn                  |                                                                              |
| Artur Benzing             |             | Bad Dürkheim          | Vorsitzender der Dürkheimer Altenhilfe                                       |
| Anton Bernard             |             | Trier                 |                                                                              |
| Charles Bing-Dons         |             | Germering             |                                                                              |
| Anton Blasius             |             | Trier                 |                                                                              |
| Martha Brach              | 1899–1990   | Trier                 | Politikerin (CDU)                                                            |
| Ilse Bretz                |             | Vallendar             |                                                                              |
| Hans-Peter Briegel        | * 1955      | Rodenbach             | Fußballspieler, -trainer und -funktionär                                     |
| Christine Koppe-Dimpfl    |             | Hahn am See           |                                                                              |
| Karl Koppe-Dimpfl         |             | Hahn am See           |                                                                              |
| Bruno Dreier              |             | Kaub                  |                                                                              |
| Klaus Duttenhöfer         | 1928–2015   | Pirmasens             | Unternehmer, Geschäftsführer und Gesellschafter der Peter Kaiser Schuhfabrik |
| Leopold Ensgraber         |             | Boppard               |                                                                              |
| Ruth Maria Ernst          |             | Daun                  |                                                                              |
| Jakob Fischer             |             | Osthofen              |                                                                              |
| Brigitte Gemein           |             | Sinzig                |                                                                              |
| Heinz Gemein              |             | Sinzig                |                                                                              |
| Kurt Gilsbach             |             | Boppard               |                                                                              |
| Erika Hecher              |             | Trechtingshausen      |                                                                              |
| Hermann Hecher            |             | Trechtingshausen      |                                                                              |
| Siegmar Henker            |             | Bobenheim-Roxheim     |                                                                              |
| Josef Hennes              |             | Welschbillig          |                                                                              |
| Susanne Hermans           | 1919–2013   | Koblenz-Güls          | Sozialarbeiterin und Politikerin (CDU)                                       |
| Bernd Herrmann            |             | Koblenz               |                                                                              |
| Heinrich Holkenbrink      |             | Trier                 |                                                                              |
| Erwin Walter Huppert      |             | Mainz                 |                                                                              |
| Wilfried Jaitner          |             | Wirges                |                                                                              |
| Elisabeth Karuschkat      |             | Mainz                 |                                                                              |
| Wilhelm Kentmann          |             | Saarbrücken           |                                                                              |
| Ferdinand Kläs            |             | Konz                  |                                                                              |
| Christine Kurthen         |             | Schweich              | bekannt als Schwester Sylvia                                                 |
| Rüdiger Lancelle          |             | Cochem                |                                                                              |
| Lilo Lang                 |             | Ludwigshafen am Rhein |                                                                              |
| Franz Maurer              |             | Kigali                | Pater                                                                        |
| Otto Meyer                | 1921–2013   | Herold                | Landwirt und Politiker (CDU)                                                 |
| Hans Freiherr von Niessen |             | Rengsdorf             |                                                                              |
| Marianne Reimann          |             | Niederwörresbach      |                                                                              |
| Karl-Hans Riehm           |             | Konz                  |                                                                              |
| Anna Romes                |             | Adenau                |                                                                              |
| Alfred Schatz             |             | Mayen                 |                                                                              |
| Walter Schellenberger     | 1920–2010   | Rheinzabern           | Politiker (FDP) und Sportfunktionär                                          |
| Christel Schlösser        |             | Sargenroth            |                                                                              |
| Hans Ludwig Schmidt       |             | Speyer                | Mikrobiologe                                                                 |
| Rudolf Schmidt            |             | Helmenzen             |                                                                              |
| Walter Schmitt            | 1914–1994   | Cochem                | Politikerin (CDU)                                                            |
| Emmanuel von Severus      | 1908–1997   | Maria Laach           | Pater, Benediktinermönch der Abtei Maria Laach                               |
| Saim Sonel                |             | Eisenberg             |                                                                              |
| Anna-Elisabeth Vanselow   |             | Rödersheim-Gronau     |                                                                              |
| Fritz Wagner              |             | Mainz                 |                                                                              |
| Helene Weich              |             | Rheinbreitbach        |                                                                              |
| Werner Weiter             |             | Montabaur             |                                                                              |
| Elisabeth Wick            |             | Fell                  |                                                                              |